# Ohessaare
Ohessaare (Duits: Ohhesaar) is een plaats in de Estlandse gemeente Saaremaa, provincie Saaremaa. De plaats heeft de status van dorp (Estisch: küla) en telt 16 inwoners (2021).
Tot in oktober 2017 lag Ohessaare in de gemeente Torgu. In die maand ging Torgu op in de fusiegemeente Saaremaa.
Ohessaare ligt aan de westkust van het schiereiland Sõrve, onderdeel van het eiland Saaremaa. De kust, de Ohessaare pank, is hier zeer steil: 3,5 meter hoog over een afstand van 400 meter. Sinds 1959 maakt de kust deel uit van het natuurpark Ohessaare maastikukaitseala, 5,6 hectare groot.

## Geschiedenis
Het dorp werd voor het eerst genoemd in 1645 onder de naam Oysar als nederzetting op het landgoed van Torgu (Duits: Torkenhof). In de jaren 1977–1997 maakte Ohessaare deel uit van het buurdorp Jämaja. In 1997 werd het weer een zelfstandig dorp.

## Foto's

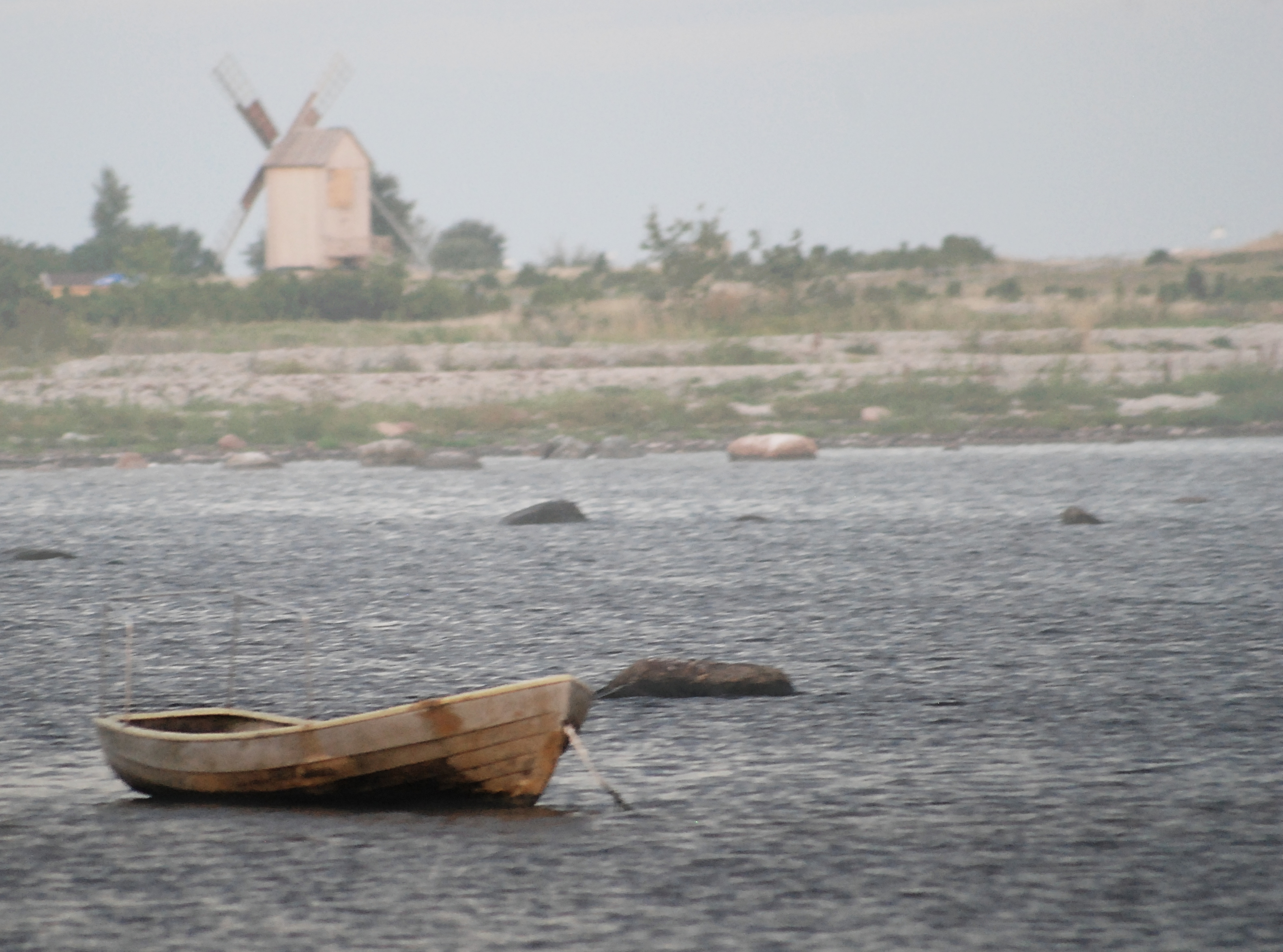
De kust bij Ohessaare
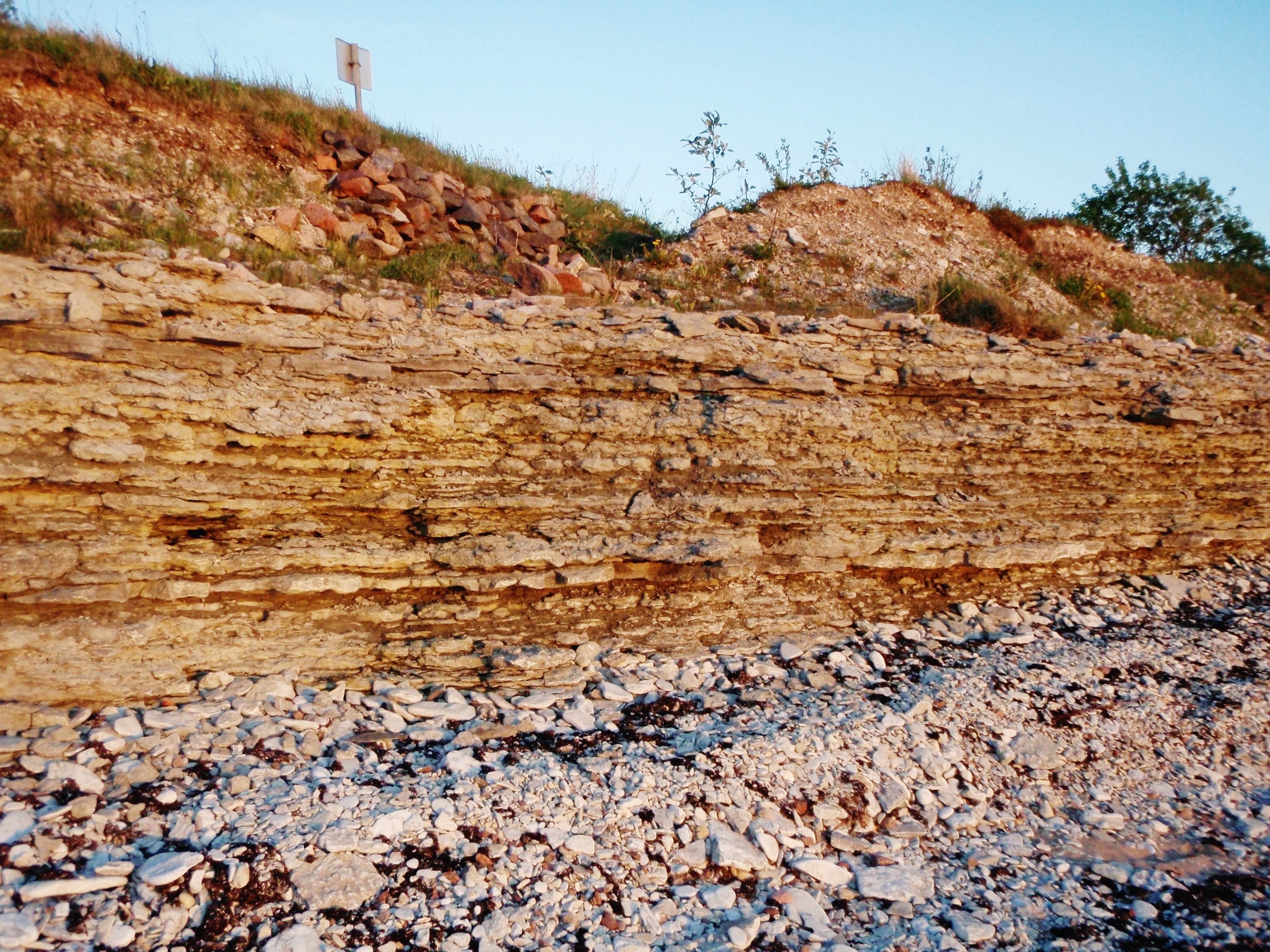
De Ohessaare pank
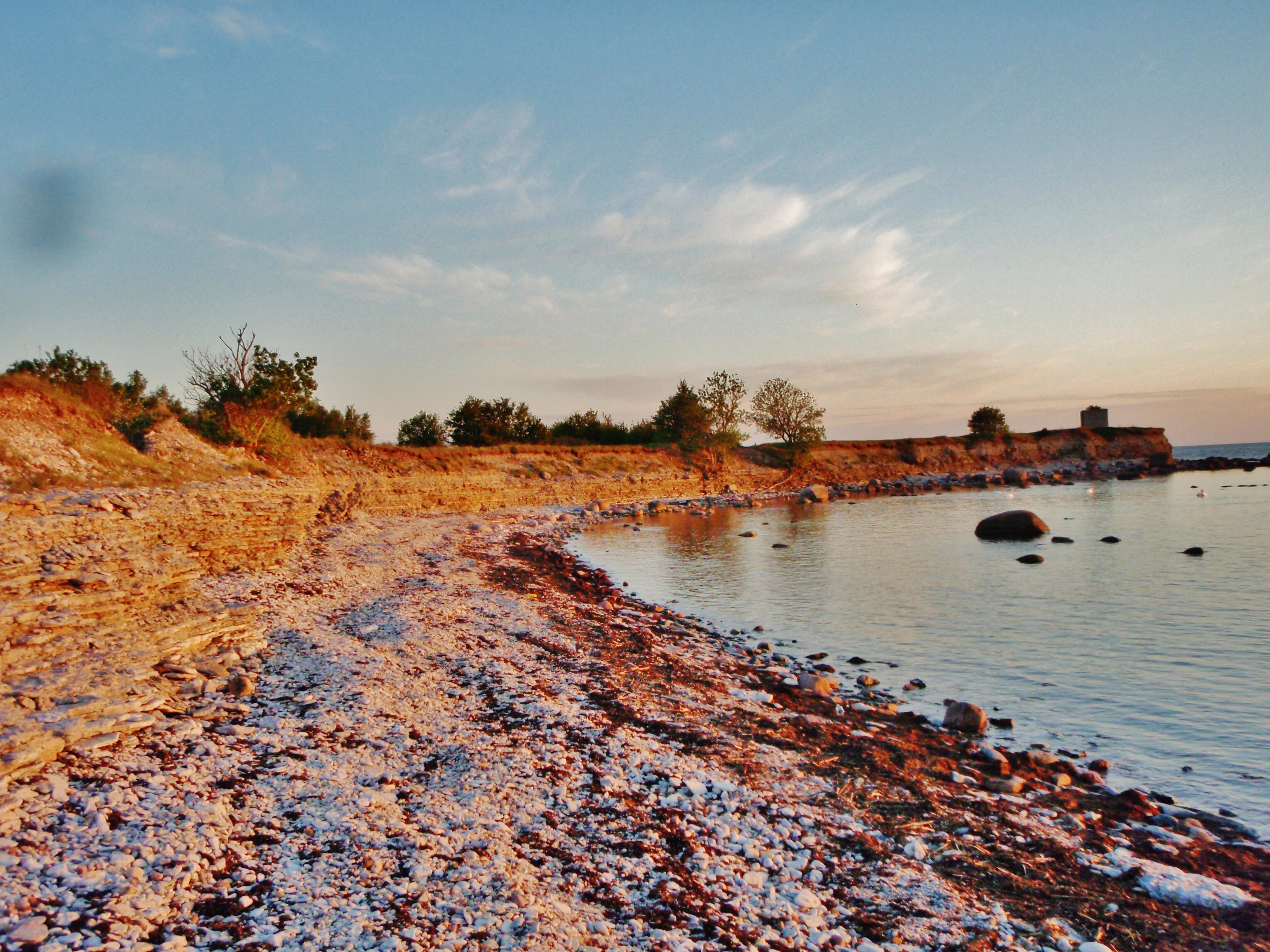
De Ohessaare pank
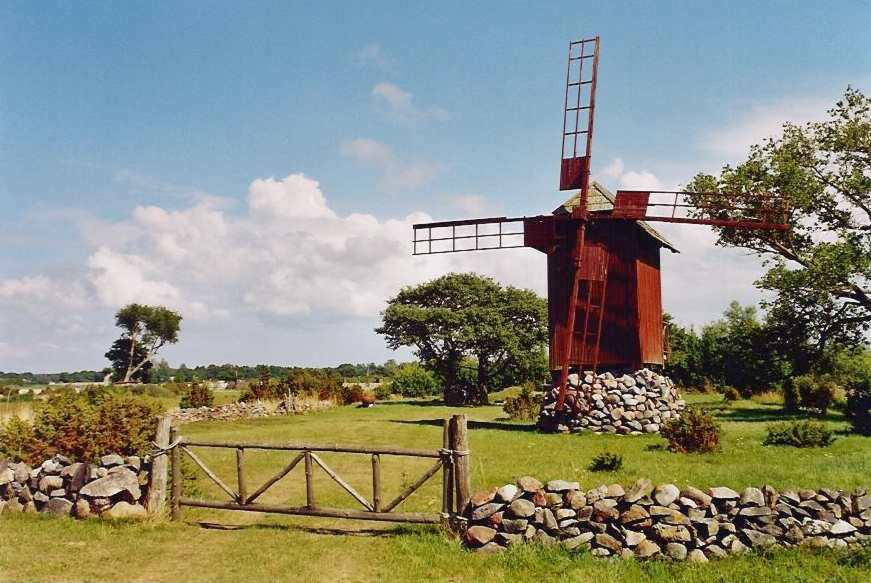
Windmolen bij Ohessaare
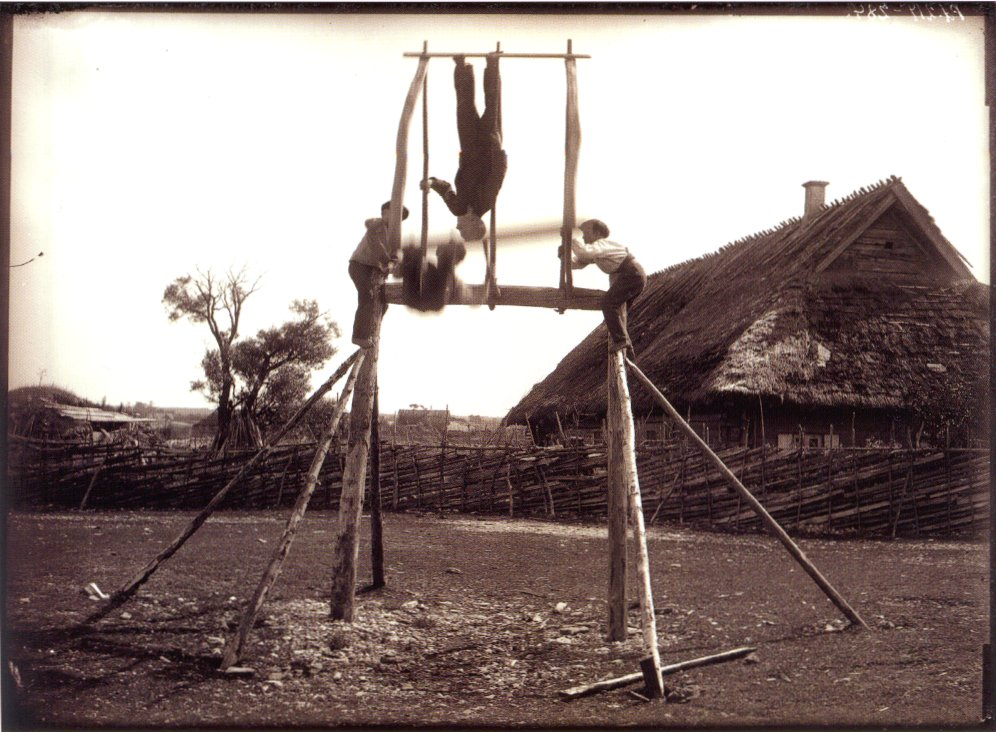
Een voorloper van het spel kiiken, gespeeld in Ohessaare in 1913